# 1000 Miglia (videogioco)
1000 Miglia (noto anche come Millemiglia e 1000 Miglia volume 1 1927-1933 sebbene non siano mai stati pubblicati altri episodi) è un simulatore di guida delle Mille Miglia per Amiga, Commodore 64 e MS-DOS, sviluppato nel 1991 e pubblicato da Simulmondo.

## Modalità di gioco
Il gioco riproduce la storica gara delle Mille Miglia nei suoi primi anni; si possono selezionare le edizioni tra il 1927 e il 1933. All'inizio si scelgono l'automobile, il pilota e il secondo pilota che lo accompagnerà, ciascuno con differenti capacità. Sono disponibili le principali vetture storiche che hanno gareggiato in quegli anni, con le rispettive caratteristiche, e i principali piloti storici, con la possibilità di definirne anche di nuovi, impostandone abilità alla guida, resistenza, abilità come meccanico e tappa preferita.
Le sequenze di guida avvengono con visuale tridimensionale in terza persona da dietro l'automobile, ma in basso viene mostrato anche il cruscotto con gli strumenti di bordo. Il cambio è manuale a 4 marce. Il tipo di percorsi attraversati, spesso in condizioni dissestate, varia durante la gara a seconda della tappa: ci sono tratti veloci di pianura o appenninici con molti saliscendi e curve, tratti innevati, notturni o con nebbia.
Vanno evitate sia le altre vetture che partecipano alla gara, sia gli alberi e altri ostacoli ai lati della carreggiata.
Lungo il percorso sono frequenti i guasti meccanici, da riparare sul posto con significative perdite del tempo di gioco, ed è necessario selezionare anche quali pezzi di ricambio trasportare, mancando i quali si corre il rischio di dover abbandonare la corsa.
In ogni momento si può mettere in pausa la corsa per visualizzare il progresso fatto nella tappa corrente, e volendo si può scegliere di far guidare l'accompagnatore per far riposare il pilota.
A ogni tappa viene mostrato il percorso su una cartina dell'Italia con le attuali condizioni meteorologiche.

## Sviluppo
Il direttore di Simulmondo Francesco Carlà riferisce che cercò un tema tra i miti italiani più recenti e di maggiore fascino nel mondo, e pensò alle automobili sportive italiane, in particolare degli anni ruggenti. Perciò le Mille Miglia gli parvero l'ambientazione ideale per un simulatore di guida davvero e leggendariamente italiano. Iniziò perciò un lavoro impegnativo di trattative e organizzazione per ottenere la licenza esclusiva del marchio. Il videogioco fu realizzato in collaborazione con la società Mille Miglia di Brescia. L'idea era che il prodotto si presentasse diverso dalle simulazioni motoristiche dell'epoca e a tale scopo fu italianizzata la componente tematica e paesaggistica; il panorama durante l'azione di guida in realtà è relativamente scarno e difficilmente fa intendere di trovarsi in Italia, ma l'apparato storico e documentale di contorno è elaborato e fedele.
Il programmatore della versione MS-DOS, Natale Fietta, testimonia di aver lavorato, negli ultimi anni di attività della Simulmondo (seconda metà anni '90), anche a una imprecisata conversione di 1000 Miglia per un navigatore satellitare.